# جائحة فيروس كورونا في جزيرة مان
إنَّ جائحة كوفيد-19 في جزيرة مان هي جزء من جائحة كوفيد-19 العالمية التي سببها فيروس كورونا المستجد. تأكد وصول فيروس كورونا المستجد إلى جزير مان التابعة للتاج للبريطاني في 19 مارس 2020، عندما سُجلت أول إصابة بالفيروس في الجزيرة لرجلٍ عاد مؤخرًا من إسبانيا عبر ليفربول، وسُجلت أول حالة انتقال مجتمعي في الجزيرة لأول مرة في 22 مارس. سُجلت 336 إصابة مؤكدة تعافت منها 312 حالة وتوفي 24 منها حتى تاريخ 3 يونيو، ولا توجد حاليًا أي إصابات نشطة معروفة في الجزيرة.
أعلنت الحكومة إغلاق الحدود وموانئ الجزيرة أمام الوافدين الجدد اعتبارًا من 27 مارس 2020، باستثناء عمال الشحن والموظفين الرئيسيين في الموانئ.

## خلفية
أكدت منظمة الصحة العالمية في 12 يناير 2020 أن فيروس كورونا المستجد كان سببًا لتفشي مرض تنفسي حاد في مدينة ووهان، مقاطعة هوبي، الصين، وكانت الصين قد أبلغت منظمة الصحة العالمية عن هذه الإصابات في 31 ديسمبر 2019.
كان نسبة الوفيات بكوفيد-19 أقل بكثير من تلك التي حدثت نتيجة فيروس سارس في 2003، ولكن معدل العدوى أكبر بكثير في كوفيد-19. لم تعد وزارة الصحة العامة في إنجلترا تصنف كوفيد-19 على أنه مرض معدي شديد الخطورة اعتبارًا من 19 مارس.

## جدول زمني

### يناير 2020
أعلنت حكومة جزيرة مان أن خطر تفشي وباء كوفيد-19 على سكان الجزيرة منخفض، وأن حكومة الجزيرة مستعدة للتعامل مع فيروس «ووهان الجديد» إذا وصل إلى الجزيرة.

### مارس 2020
عادت حكومة جزيرة مان لتعلن في مارس مرة أخرى أن خطر تفشي وباء كوفيد-19 بين سكان الجزيرة متوسط إلى منخفض، وعلى الرغم من التطمينات الحكومية فقد ازدادت نسبة بيع معقمات الأيدي في متاجر الجزيرة. ثبت تفشي جائحة كوفيد-19 في جزيرة مان عندما سُجلت أول إصابة بفيروس كورونا المستجد في الجزيرة في 19 مارس لرجل عاد قبل أربعة أيام من إسبانيا عبر ليفربول، وفي 26 مارس أُدخل اثنان من مرضى كوفيد-19 إلى مستشفى نوبل. طلبت حكومة جزيرة مان من جميع سكان الجزيرة البقاء في منازلهم إلا لظروف قاهرة اعتبارًا من 26 مارس، وذلك بعد عدة أيام من فرض المملكة المتحدة إجراءاتٍ مماثلة.

### أبريل 2020
أعلن رئيس الوزراء هوارد كويل عن أول وفاة مرتبطة بجائحة كوفيد-19 في جزيرة مان في 1 أبريل 2020، وفي 6 أبريل سُجلت 12 إصابة جديدة بفيروس كورونا المستجد، 6 من بينهم يتلقون العلاج في مستشفى نوبل.
أعلنت وزارة الصحة والرعاية الاجتماعية في الجزيرة في 15 أبريل أنها تولت إدارة أحد بيوت رعاية المسنين الرئيسية «أبوتسوود كير هوم» في الجزيرة بعد الاشتباه بحدوث إصابات فيها. وفي 18 أبريل أكد وزير الصحة ديفيد آشفورد تسجيل وفاتين في دور رعاية المسنين، لتكون بذلك أول حالات الوفاة المسجلة خارج المشافي في الجزيرة، وأعلن أيضًا عن تسجيل 37 حالة مؤكدة بفيروس كورونا المستجد في دار أبوتسوود كير هوم. أجري 2,319 اختبار لتحري فيروس كورونا، وقد بيَّنت النتائج إصابة 296 شخصًا في الجزيرة، كان 12 منهم تحت سن 20 عامًا و74 منهم فوق سن 65 عامًا.
عدَّلت حكومة جزيرة مان في 23 أبريل بعض قواعد الإغلاق العام للسماح للناس بالخروج من منازلهم دون قيود، بشرط ألا يؤدي ذلك لحدوث تجمعات. وسُمح لعمال البناء والزراعة العودة إلى أعمالهم اعتبارًا من 24 أبريل شرط الالتزام بإجراءات التباعد الاجتماعي.

### مايو 2020
افتتحت الحدائق العامة اعتبارًا من 11 مايو، وسُمح لبعض المحلات غير الأساسية ومتاجر البيع بالتجزئة فتح أبوابها اعتبارًا من يوم الاثنين 18 مايو. شُخصت آخر إصابة في الجزيرة بتاريخ 20 مايو 2020.

### يونيو 2020
أعلنت حكومة جزيرة مان في 3 يونيو عن خلو الجزيرة من أي إصابات نشطة بفيروس كورونا المستجد، وأعلنت أنها ستسمح بالتجمعات لأقل من 30 شخصًا اعتبارًا من 15 يونيو، وسيُسمح للمطاعم والحانات والمقاهي بفتح أبوابها، وستُفتح الصالات الرياضية جزئيًا. وفي 11 يونيو أُعلنت الحكومة عن إلغاء إجراءات التباعد الاجتماعي اعتبارًا من 15 يونيو إلا في دور الرعاية الصحية. أعيد تشغيل الرحلات الجوية بين جزيرتي مان وغيرنسي اعتبارًا من 25 يونيو.

### يوليو 2020
قررت وزارة الصحة في الجزيرة أن أي أشخاص يشعرون بأعراض كورونا اعتبارًا من 6 يوليو سيوضعون في الحجر الصحي المنزلي لمدة 14 يومًا، وإذا كانت نتيجة مسحاتهم سلبية فلن تكون هناك حاجة لمواصلة العزل.

## الاختبارات
ظهرت نتائج الاختبارات الأولى للكشف عن فيروس كورونا المستجد في جزيرة مان في 17 مارس 2020، وبحلول 31 مارس كان هناك 60 اختبارًا إيجابيًا و853 اختبارًا سلبيًا. زادت هذه الأرقام لتصبح 315 اختبارًا إيجابيًا و2764 اختبارًا سلبيًا بحلول 30 أبريل، وفي 31 مايو وصلت الأرقام إلى 336 اختبارًا إيجابيًا و4510 اختبارًا سلبيًا، وفي 22 يونيو تجاوز عدد الاختبارات التي أُجريت في الجزيرة 6000.
أنشأت حكومة جزيرة مان مركزًا خاصًا للاختبارات في 20 أبريل يعمل على مدار الساعة مع قدرة على إجراء 200 اختبار يوميًا.

## التأثيرات

### التأثيرات الاجتماعية
أعلنت إدارة المؤسسات في جزيرة مان في 16 مارس 2020 رسميًا عن إلغاء سباقات الدراجات النارية لعام 2020 التي كان من المقرر عقدها بين 30 مايو و11 يونيو 2020 بسبب جائحة كوفيد-19.
عُقدت الجلسة السنوية لبرلمان جزيرة مان في الهواء الطلق في يوليو بعد التفشي المحتمل لجائحة كوفيد-19 في الجزيرة، وقُلصت فترة الاجتماعات وجدول الأعمال إلى الحد الأدنى.

### الرياضة
ألغيت سباقات الدراجات النارية تي تي كلاسيك التي كان من المقرر إقامتها يوم الإثنين 16 مارس 2020، وألغيت كذلك سباقات الدراجات النارية المقرر إقامتها يوم الأربعاء 18 مارس 2020. وألغي مهرجان عيد الفصح للجري. أصدر الاتحاد الإنجليزي لكرة القدم تعليماته إلى اتحاد جزيرة مان لكرة القدم يوم الجمعة 27 مارس 2020 لإعلان نهاية مسابقات كرة القدم لفئات الشباب والرجال لموسم 2019-2020، ليكون نادي سانت دوغلاس لكرة القدم الذي حصل على ست نقاط وتصدر دوري جزيرة مان الممتاز لكرة القدم قبل إلغاء الموسم هو بطل الموسوم لهذا العام.
أعلنت إدارة جزيرة مان للمؤسسات ونادي مانكس للدراجات النارية يوم الإثنين 4 مايو 2020 إلغاء مهرجان جزيرة مان للدراجات النارية لعام 2020، بما في ذلك سباقات الدرجات النارية الكبرى وسباقات الدراجات النارية الكلاسيكية.

## الاستجابة
تضمنت الإجراءات التي اتخذتها حكومة جزيرة مان لمواجهة جائحة كوفيد-19: فرض حجر صحي ذاتي لمدة 14 يومًا على أي شخص يسافر إلى الجزيرة، مع إجراء اختبار في نهاية فترة الحجر. أعلنت الحكومة أن حدود الجزيرة ستغلق أمام غير المقيمين اعتبارًا من الساعة 9 صباحًا يوم 23 مارس 2020، وأعلنت الحكومة عبر تويتر أيضًا أن جميع المدارس في الجزيرة ستغلق بنهاية يوم 23 مارس 2020.
أغلقت الحكومة حدودها وموانئها ومنعت الدخول باستثناء العمال الرئيسيين، وحظرت التجمعات العامة لأكثر من شخصين إلا من نفس الأسرة اعتبارًا من 27 مارس 2020.
سُمح لسكان جزيرة مان الذين يعيشون في الخارج ويرغبون في العودة إلى الجزيرة في الحصول على تصريح للإبحار للجزيرة في رحلات محددة تُجرى مرة واحدة في الأسبوع اعتبارًا من 15 أبريل 2020، مع مراعاة تطبيق الحجر الصحي لمدة 14 يومًا عند الوصول.

## الإغاثة والمساعدات
مُنح المقيمون في الجزيرة مهلةً لسداد الرهن العقاري تصل إلى ثلاثة أشهر من قبل بنوك الجزيرة السبعة. وأعلنت الحكومة اتفاقية لضمان قروض جزيرة مان للشركات المحلية مع حجم مبيعات يصل إلى 10 ملايين جنيه إسترليني، وقروض أخرى تتراوح بين 5000 جنيه إسترليني إلى 5 ملايين جنيه إسترليني مع فترات سداد تصل إلى 10 سنوات على ألا يتجاوز الحد الأعلى لمجمل القروض 60 مليون جنيه إسترليني.

## وصلات خارجية
- حالات الفيروس التاجي كوفيد-19 العالمية و البيانات التاريخية من طرف جامعة جونز هوبكنز